# دستور غير مدون
الدستور غير المدون هو نوع من الدساتير حيث تتخذ القواعد الأساسية فيه غالبًا شكل عرف، التقاليد المستخدمة، سابقة قضائية، ومجموعة متنوعة من سلطة قضائية والصق القانوني.
يتم الحصول على فهم الدستور، من خلال الشروحات من قبل القضاء أو اللجان الحكومية أو الخبراء القانونيين. في مثل هذا النظام الدستوري، قد يتم أو لا، الاعتراف بجميع هذه العناصر من قبل المحاكم، والمشرعين، والبيروقراطيين باعتبارها ملزمة للحكومة، وتحد من صلاحياتها. أحيانًا ما يطلق على هذا الإطار «دستور غير مكتوب» بشكل غير دقيق، ومع ذلك، يتم تسجيل جميع عناصر الدستور غير المدون عادة في مجموعة متنوعة من الوثائق الرسمية، وإن لم يكن في وثيقة واحدة.
يحتوي الدستور غير المدون، على ميزات المرونة، والقدرة على التكيف. ولكن العيب الكبير هو الخلافات التي قد تنشأ بسبب اختلاف فهم الأعراف التي تشكل الأحكام الأساسية للدستور. قد يتم حل شرط أو وضع جديد للحكومة من خلال التشريعات السابقة أو الصادرة. على عكس الدستور المقنن، لا توجد إجراءات خاصة لوضع قانون دستوري ولن يكون أعلى بطبيعته من التشريعات الأخرى. بلد ذو دستور غير مدون، يُسمح لها بالتطور، وفقًا للقوى السياسية، والاجتماعية الناشئة عبر تاريخها. عند النظر إليه، كنظام كامل، فإن الفرق بين الدستور المدون، وغير المدون، هو درجة واحدة. فأي دستور مدون، سوف يتم تغطيته بالتشريعات التكميلية، والممارسة العرفية، بعد فترة من الزمن.

## الأمثلة الحالية
يمكن اعتبار الدول التالية، لها دستور غير مدون:
- كندا: على الرغم من وجود قانون الدستور،[3] إلا أن الجوانب المهمة للنظام الدستوري غير مدونة. حيث تعلن ديباجة دستور كندا أن الدستور «سيكون مشابهًا من حيث المبدأ لدستور المملكة المتحدة»، والذي لم يتم تدوينه. ينطبق هذا على المستوى الفيدرالي وعلى المقاطعات، على الرغم من أن لكل منها سلطة تعديل أو سن قوانين خاصة بها ضمن مجالات مسؤوليتها الحصرية.[4] حتى الآن فقط كولومبيا البريطانية قامت بذلك، على الرغم من أن أدوار وسلطات المحافظات الأخرى موضحة في القسم 93 من «قانون الدستور 1867»، ومن خلال التعديلات المدخلة عليه والتي تتعامل مع مقاطعات معينة مثل قانون مانيتوبا، وقانون نيوفاوندلاند.
- الصين: وقد جادل بعض الأكاديميين الصينيين، بمن فيهم المنظر القانوني جيانغ شيجونج، أن الصين لديها دستور مكتوب، ودستور غير مكتوب، على أساس القيادة الشاملة للحزب الشيوعي.[5]
- إسرائيل: كان إعلان الاستقلال دستوريًا بتاريخ 2 تشرين الأول (أكتوبر) 1948، ولكن بسبب الاختلافات التي لا يمكن التوفيق بينها في الكنيست، لم تتم صياغة دستور كامل مقنن. هناك فقط العديد من القوانين الأساسية.
- سان مارينو: سان مارينو، لديها العديد من الوثائق، التي تصنع دستورها، بما في ذلك بعض القرون الدائمة.
- المملكة العربية السعودية: ليس لدى المملكة العربية السعودية دستور مكتوب ملزم قانونًا.[6] في عام 1960، أعلن الملك فيصل أن القرآن هو الدستور. على الرغم من أن القرآن، هو «الدستور الرسمي للمملكة العربية السعودية»، فإن القرآن في الواقع، هو النص الديني للإسلام، وليس دستورًا مخصصًا لدولة معينة ذات سيادة. ومع ذلك، في عام 1992، تم اعتماد القانون الأساسي للحكم في المملكة العربية السعودية، بموجب مرسوم ملكي.[7]
- المملكة المتحدة: لا توجد وثيقة تعريف «بالدستور». ومع تطور النظام السياسي بمرور الوقت، تتحدد باستمرار ملامحه من خلال إجراءات البرلمان وقرارات المحاكم. القانون، انظر دستور المملكة المتحدة. كانت معاهدة الاتحاد 1707 الأقرب إلى المملكة المتحدة التي تم التوصل إليها في القانون الدستوري، ولكن هذا يميل فقط إلى أن تخضع للتدقيق القانوني والأكاديمي في اسكتلندا، ولم تحظ باهتمام مماثل في إنجلترا وويلز. ونظرًا لعدم وجود دستور مدون للمملكة المتحدة، فهذا يعني أنه تمت إضافة العديد من الأفعال إلى مجموعة القوانين الدستورية، على سبيل المثال قانون حرية المعلومات 2000 وقانون حقوق الإنسان 1998.

## الأمثلة السابقة
- دستور الجمهورية الرومانية: المكونة من اللوائح الاثنا عشر، والقوانين الأخرى.
- المجر: كان لديه دستور غير مدون، قبل عام 1949.
- دستور الإمارة الكبرى لفنلندا: لم يتم تدوينه أبدًا. لم يعترف إمبراطور روسيا، الذي شغل أيضًا من 1809 إلى 1917 بصفته الأمير الكبير لفنلندا على وجه التحديد بالدستور باعتباره دستورًا مستقلًا لفنلندا، على الرغم من أن هذا الدستور يملي إلى حد كبير العلاقة بين فنلندا والإمبراطورية الروسية طوال الحقبة الروسية في فنلندا. بحلول أواخر القرن 19، أصبح كبار المفكرين الفنلنديين الليبراليين، والقوميين، ثم الاشتراكيين أيضا يعتبرون فنلندا كدولة دستورية في حد ذاتها، في اتحاد حقيقي مع روسيا. تصادم هذا المفهوم مع القومية الروسية الناشئة، والدعوات الروسية لإقامة دولة موحدة للأسلاف فقط، والتي تعارضت في النهاية مع الانفصالية، والدستورية الفنلندية في شكل "سياسة الترويس"، التي قيدت فنلندا على نطاق واسع الحكم الذاتي من عام 1899 فصاعدًا، باستثناء فترة انقطاع قصيرة بين عامي 1905 و1908، وصولًا إلى ثورة فبراير في عام 1917. حكومة روسيا المؤقتة لعام 1917 اعترفت في النهاية بالدستور الفنلندي، وبعد ثورة أكتوبر، أقرت البلاشفة حكومة جمهورية روسيا الاتحادية الاشتراكية السوفيتية بإعلان استقلال فنلندا عشية رأس السنة الجديدة 1917.
- الجمهورية الفرنسية الثالثة: لديها دستور غير مدون. تم تبني العديد من النصوص الدستورية في السنوات القليلة التي تلت إعلان الجمهورية في عام 1870، ولكن المؤسسات لم تتبعها في الممارسة العملية، وتم تنظيم السلطات الحقيقية من خلال الجمارك. على الرغم من ذلك، فإنه يظل اعتبارًا من عام 2018 الدستور الفرنسي الأطول منذ ثورة 1789.
- كوينزلاند: قبل عام 2001.
- عمان: قبل عام 1996.
- ليبيا: بين عامي 1969 و1975.